# San Marcos (departamento)
San Marcos é um dos 22 departamentos da Guatemala, país da América Central, sua capital é a cidade de San Marcos.

## Municípios
1. Ayutla
2. Catarina
3. Comitancillo
4. Concepción Tutuapa
5. El Quetzal
6. El Rodeo
7. El Tumbador
8. Esquipulas Palo Gordo
9. Ixchiguan
10. La Reforma
11. Malacatán
12. Nuevo Progreso
13. Ocos
14. Pajapita
15. Río Blanco
16. San Antonio Sacatepéquez
17. San Cristobal Cucho
18. San José Ojetenam
19. San Lorenzo
20. San Marcos
21. San Miguel Ixtahuacán
22. San Pablo
23. San Pedro Sacatepéquez
24. San Rafael Pie de La Cuesta
25. Sibinal
26. Sipacapa
27. Tacaná
28. Tajumulco
29. Tejutla